# 麻布枇杷螺
麻布枇杷螺（学名：Ficus filosa），是异足目枇杷螺科枇杷螺属的一种。主要分布于中国大陆、台湾，常栖息在潮下带。